# James Craig (voilier)
Pour les articles homonymes, voir James Craig.
Le James Craig est un trois-mâts barque australien, à coque en fer, construit en 1874 aux chantiers navals de Sunderland en Angleterre.
Entièrement restauré par des bénévoles durant plus de vingt ans, il renavigue depuis le 6 juillet 2001.
Il est visible au Sydney Heritage Fleetau port de Sydney et fait  partie de la flotte du patrimoine australien avec d'autres bâtiments.

## Histoire
Il a été initialement construit pour l'armateur écossais Thomas Dunlop de Glasgow. Sous le nom de Clan Macleod il était employé au transport des marchandises à travers le monde, et passa le cap Horn 23 fois en 26 ans. 
En 1883, il est vendu à Sir Roderik Cameron, également de Glasgow, qui l'emploie entre New York et la Nouvelle-Zélande.
En 1899, il a été racheté par le néo-zélandais JJ Craig. Il  prend le nom de James Craig en 1905 et fait du cabotage entre la Nouvelle-Zélande et l'Australie jusqu'en 1911. 
Comme beaucoup d'autres bateaux à voile de son époque, il a été victime de l'expansion de la marine à vapeur. Les mâts lui ont été retirés et il sert pour le stockage de viande et de noix de coco en Nouvelle-Guinée.
Après la première guerre mondiale, il est racheté en 1918, par Henry Johns & Co. qui le rééquipe pour s'en servir de cargo.
De nouveau non rentable, il sert pour le stockage de charbon de bois à Reserve Bay en Tasmanie à partir de 1925.
Au début des années 1930 la mine ferme et le navire est abandonné sur place. Lors d'une tempête, devenant dangereux, il est coulé en eau peu profonde par les pêcheurs. 
En 1972, les membres de la Sydney Heritage Fleet renfloue l'épave et la transporte jusqu'à Hobart.
Sa restauration est réalisée à Sydney de 1981 à 2001, l'année de sa mise sous voile.
Le James Craig est actuellement amarré au quai n°7 du port de Darling, près du musée maritime d'Australie, le Musée national de la marine de Sydney. Il est ouvert au public et propose des sorties en mer à la journée et des courtes croisières. Il est entretenu par les bénévoles de l'association.